# 壽春三叛
壽春三叛，又稱淮南三叛，發生於曹魏後期，由於司馬氏奪權專政，使得掌握軍事重鎮壽春的統帥先後發生三次反抗司馬氏的兵變。這三次分別為王凌之叛（251年四月）、毌丘儉文欽之叛（255年正月）及諸葛誕之叛（257年五月—258年二月）。三次叛亂皆為司馬氏所平定。

## 背景
壽春是淮南郡的治所，亦是魏揚州的治所，揚州刺史及揚州都督皆鎮守於此。壽春遂乃曹魏東面對東吳的軍事樞紐，滿寵於233年上書建議營建合肥新城時亦以合肥城遠離壽春支援作為理由之一。壽春三叛起事者皆為揚州刺史或揚州都督，掌握當地軍事權力，遂得起事之本。
249年高平陵之變後司馬氏瓦解魏明帝遺詔中給曹氏宗室代表曹爽的勢力，並掌握朝廷控制權，甚至曾行廢立之事。國內政治的不安定及司馬氏勢力殺害擁護曹氏的異己亦令當時駐鎮壽春的這幾名將領不安，害怕牽連自己，圖謀出路自保。

## 經過

### 王凌之叛
249年司馬懿發動了高平陵之變，曹爽被滅族，由此司馬懿掌握魏國大權，升任鎮守壽春的王凌為太尉。王凌與外甥兗州刺史令狐愚見魏帝曹芳年幼無力掌政，致令君權旁落在司馬懿之手，因此意圖廢曹芳而改立楚王曹彪，令狐愚更派部將張式聯絡曹彪，但未及举事，令狐愚就病死了。
251年，王凌見東吳在涂水有軍事行動，遂上書請朝廷准許討伐東吳，打算乘此而起兵反抗司馬懿，此為王凌之叛。但是請求並沒有得到回應，於是王凌派部將楊弘將廢立計劃告訴新任兗州刺史黃華，希望得到支持，但楊弘和黃華卻向司馬懿告發王凌的圖謀，促使司馬懿率軍討伐。王凌自知不敵，且司馬懿又在發軍時先赦免他的罪，於是投降，司馬懿納降。但後來王凌自知必死无疑，於是在被押解到洛陽的途中自殺。王凌、令狐愚等人被誅滅三族，曹彪亦被賜死。
參戰人物
|  | - 王凌軍 - 王凌（自殺） - 令狐愚（病亡） - 張式 | - 曹魏軍 - 司馬懿 - 楊弘（向司馬懿揭發王凌） - 黃華 |

### 毌丘儉文欽之叛
司馬懿死後，兒子司馬師繼之掌權。254年，中书令李豐與太常夏侯玄及国丈西乡侯張緝等人意圖推翻司馬師，但計劃敗露，李豐、夏侯玄和張緝等皆被殺。曹芳對李豐等人被殺後深感不平，引起司馬師不滿，於是在數月後強行廢了曹芳而改立曹髦為帝。李豐等人被誅殺和曹芳被廢，令到當時駐守壽春的鎮東將軍毌丘儉和揚州刺史文欽非常不安，害怕會牽連到自己；而毌丘儉兒子毌丘甸亦勸父親要舉兵保衛曹魏，二人於是決心要反抗司馬師。
次年正月乙丑日（2月5日），二人在壽春舉兵討伐司馬師，並進兵項城，此為毌丘儉文欽之叛。東吳知道毌丘儉叛亂後亦由丞相孫峻率領呂據和留贊領兵到壽春支援毌丘儉。司馬師自己親自率軍討伐，並派遣荊州刺史王基率兵與叛軍對抗，搶先佔領南頓。及後諸葛誕、胡遵和鄧艾都領軍與司馬師會合。司馬師命令諸軍不能進攻，毌丘儉和文欽不能進攻，又怕撤退時壽春被襲，軍中的淮南將士因家屬都在北方，軍心於是潰散，只有新歸附的農民仍然效命。此時鄧艾駐屯樂嘉，毌丘儉見鄧艾兵弱，於是派文欽攻擊，但文欽到後卻發現司馬師率領大軍到來，於是撤退。司馬師派左長史司馬班追擊，文欽軍敗退，因其子文鴦奮戰才得以全身而退；此時殿中人尹大目追出試圖勸降文欽，但遭文欽拒絕。毌丘儉知道文欽敗退後乘夜逃走，餘眾於是崩潰，毌丘儉逃到慎縣被平民張屬射殺，梟首被送到洛陽。文欽回到項縣時大軍已潰散，壽春又被諸葛誕佔領，於是逃亡到東吳。孫峻到東興時知道諸葛誕已佔領壽春，於是退兵；諸葛誕派部將蔣班追擊，斬殺留贊。
參戰人物
|  | - 毌丘儉軍 - 毌丘儉（被殺） - 毌丘秀（投奔東吳） - 毌丘重（投奔東吳） - 文欽（投奔東吳） - 文鴦（投奔東吳） - 文虎（投奔東吳） - 鄭翼（不詳） - 呂宣（不詳） - 張休（不詳） - 丁尊（不詳） - 王休（不詳） - 東吳軍 - 孫峻 - 呂據 - 留贊（戰死） | - 曹魏軍 - 司馬師 - 司馬班 - 尹大目 - 鄧艾 - 王基 - 諸葛誕 - 蔣班 - 胡遵 |

### 諸葛誕之叛
毌丘儉文欽之叛被平定後不久，司馬師病逝，由弟弟司馬昭接手掌權。征東大將軍諸葛誕見好友夏侯玄、早前在壽春叛變的王凌和毌丘儉皆相繼被誅殺，十分不安，於是一方面在淮南籠絡人心，一方面又蓄養死士以作自保。司馬昭為了鏟除支持曹魏的勢力，聽從賈充之言逼反諸葛誕，徵召他入朝為司空。諸葛誕接到詔令後十分恐懼，害怕一到朝廷就被斬殺，於是殺揚州刺史樂綝，據守壽春，起兵反抗司馬昭，又派長史吳綱帶兒子諸葛靚和牙門子弟到東吳當人質，請求援兵；此為諸葛誕之叛。
司馬昭率二十六萬兵討伐諸葛誕，駐屯丘頭，並派鎮東將軍王基及安東將軍陳騫包圍壽春，派石苞、胡質及州泰領兵抵抗吳兵，荆州刺史鲁芝也率文武参战。骠骑将军王昶领兵据守夹石，对江陵施加压力，令当地守将施绩和全熙等不能抽身到寿春支援诸葛诞。東吳援軍文欽、唐咨和全懌等趁包圍圈未成突入壽春城，但其後王基建立起堅固的包圍圈，文欽等數次突圍也不能攻破。同時吳將朱異率軍屯壽春西南的安豐作外援，被兗州刺史州泰擊破。孫綝率軍屯鑊里（今安徽省巢湖市境），派朱異率領丁奉和黎斐等再前往壽春解圍，但被石苞和州泰擊敗，太山太守胡烈更出奇兵盡焚吳軍糧秣。朱異因糧秣已失，拒絕再進攻。孫綝大怒，斬殺朱異，但因無力再戰，被迫退還建業。被圍困的壽春久久沒有等到援兵，諸葛誕部將蔣班和焦彝勸諸葛誕率主力專攻一方以求突圍，不宜困守壽春；但文欽認為東吳救兵必至，勸諸葛誕固守。諸葛誕不聽蔣班的建議，更意圖殺掉二人，二人於是逃出城投降曹軍。後來，司馬昭接納鍾會的計謀，偽造剛剛投降曹魏的全輝和全儀的誘降書信，又派二人的親信將書信交給吳將全禕和全端等人。全褘等收到書信後，果然率眾向曹魏投降，此舉令壽春城民大驚。
次年正月壬寅日（257年3月3日），諸葛誕、文欽及唐咨等突圍但失敗，死傷枕藉，唯有撤回城內。而城內糧食已經接近枯竭，已有數萬人出降，文欽亦意圖將城中的北方人全部驅逐，僅以吳兵據守以減省糧食消耗，諸葛誕不聽之餘更因忌恨文欽而將他殺害；文欽子文鴦和文虎知道文欽被殺便投降司馬昭。文鴦二人獲封賞更令壽春的兵民喪失戰意，最終司馬昭在二月攻克壽春，諸葛誕兵敗出城逃亡，被胡奮部下士兵擊殺；吳將于诠亦力戰而死；唐咨和王祚則投降。
參戰人物
|  | - 諸葛誕軍 - 諸葛誕 （戰死） - 蔣班（投降） - 焦彝（投降） - 東吳軍 - 孫綝 - 朱異（被孫綝所殺） - 丁奉 - 黎斐 - 文欽（被諸葛誕所殺） - 文鴦（投降） - 文虎（投降） - 全懌（投降） - 全端（投降） - 唐咨（投降） - 王祚（投降） - 于诠（戰死） | - 曹魏軍 - 司馬昭 - 鍾會 - 王基 - 陳鶱 - 石苞 - 胡質 - 州泰 - 胡烈 - 胡奮 - 鲁芝 |

## 影響
這三次兵變的失敗，使司馬氏成功鏟除擁護魏帝的勢力。此後朝廷上很少有實力派支持魏帝，士大夫紛紛擁護司馬氏，司馬昭成功走向篡位大道。260年發生甘露之變，曹髦不甘被控制，率臣反抗司馬昭，最後被司馬昭、賈充及成濟所殺。司马昭因此声望受损，篡位之事推迟。265年，司馬昭死後不久，其子司馬炎即篡魏稱帝，建立西晉，曹魏滅亡。

## 附註
1. ↑  《宋書·地理志上》：揚州刺史，前漢刺史未有所治，後漢治歷陽，魏、晉治壽春，晉平吳治建業。⋯⋯淮南太守⋯⋯ 魏復曰淮南，徙治壽春。
2. ↑  《三國志·滿寵傳》：青龍元年，寵上疏曰：「合肥城南臨江湖，北遠壽春，賊攻圍之，得據水為勢；官兵救之，當先破賊大輩，然後圍乃得解。賊往甚易，而兵往救之甚難，宜移城內之兵，其西三十里，有奇險可依，更立城以固守，此為引賊平地而掎其歸路，於計為便。」
3. ↑   《三國志·魏書·高貴鄉公紀》：（閏月）甲辰（3月16日），（安風淮津）〔安風津〕都尉斬儉，傳首京都。
4. ↑  曹髦見王沈、王經、王業等人，憤慨說道：「司馬昭之心，路人皆知也！吾不能坐受廢辱，今日當與卿等自出討之。」